# Мункер, Франц
Франц Му́нкер (нем. Franz Muncker; 4 декабря 1855, Байройт — 7 сентября 1926, Мюнхен) — германский историк литературы, преподаватель, научный писатель.
После окончания школы поступил в 1873 году в Мюнхенский университет Людвига-Максимилиана, где изучал старогерманские и старороманские языки, а также современные языки и литературу. В 1878 году получил докторскую степень, спустя год габилитировался и с 1879 года преподавал в Мюнхенском университете в звании доцента. В 1890 году стал экстраординарным, в 1896 году ординарным профессором. Вышел на пенсию в 1926 году и вскоре после этого умер.
Главные труды его авторства: «Lessings persönliches und litterarisches Verhältniss zu Klopstock» (Франкфурт-на-Майне, 1880); «Joh. Kaspar Lavater» (Штутгарт, 1883); «Klopstock» (там же, 1888); «Friedr. Rückert» (Бамберг, 1890); «Richard Wagner» (там же, 1891); «Die Graalssage bei einigen Dichtern der neuern deutschen Litteratur» (Мюнхен, 1902). Им также было написано несколько биографических статей для издания «Allgemeine Deutsche Biographie». В 1883 году им было подготовлено критическое издание первых трёх песен эпической поэмы «Der Messias» (нем. Messias (Klopstock); 1773) Фридриха Клопштока.